# Spinetta y los Socios del Desierto (álbum)
Spinetta y los Socios del Desierto es el primer álbum de estudio de la banda homónima argentina integrada por Luis Alberto Spinetta junto a Daniel Wirtz (batería) y Marcelo Torres (bajo). Se trata de un álbum doble grabado en el año 1995 en el estudio personal de Spinetta La Diosa Salvaje y publicado en 1997, tras un largo conflicto con las compañías discográficas. El disco fue editado por Sony y elegido como Disco del Año, pero fue descatalogado poco después, razón por la cual no llegó a ser muy conocido entre sus seguidores pese a estar considerado como la cumbre de su último período creativo.
El tema «Cheques» fue realizado también en videoclip. Los temas del álbum fueron compuestos por Spinetta e interpretados por la banda, con colaboraciones puntuales en algunos de ellos por parte de Claudio Cardone. «Los duendes» y «Holanda» tienen letra de Roberto Mouro. «2 de enero» tiene letra de Modesto Vázquez.
Dos canciones de álbum ("Mi sueño de hoy" y "Jazmín") fueron seleccionadas por Spinetta para interpretar en el concierto unplugged de la cadena MTV, denominado Estrelicia (1997) y otras dos -«Bosnia» y «Nasty People», fueron interpretadas por Spinetta en el histórico concierto Spinetta y las Bandas Eternas de 2009. La revista Rolling Stone incluyó cuatro temas del álbum en su lista de las cien canciones más importantes de Spinetta: "Jardín de gente" (#42), "La luz te fue" (#47), "Bosnia" (#60) y "Paraíso" (#98).

## Contexto
El año 1994 fue el año del Efecto Tequila, la primera de una serie de crisis internacionales de se irían sucediendo durante el proceso conocido como globalización, iniciado en 1989 con la victoria de los Estados Unidos en la Guerra Fría. Para Argentina, embarcada de lleno en las "reformas estructurales" que impulsaba el presidente Carlos Menem, fue un año bisagra del gran cambio que estaba dejando atrás la sociedad considerablemente homogénea e igualitaria que se había establecido desde varias décadas atrás, y que tenía entre otras características distintivas una numerosa clase media y bajos índices de marginalidad, desocupación y criminalidad, que diferenciaba al país del promedio latinoamericano. Impactada por el "Efecto Tequila", en pocos meses apareció la desocupación de masas, luego de más de medio siglo sin conocer el fenómeno, se disparó la criminalidad casi inexistente hasta ese momento, aparecieron los cortes de calles y rutas, las puebladas de protesta y el movimiento piquetero. En el curso de esa década desaparecería la famosa clase media argentina y aparecería una sociedad fracturada, con un enorme sector precario y marginado.
En ese contexto aparecen quienes serían en los años siguientes sus "socios del desierto". La expresión es obra de Spinetta, quien le dice a Wirtz y Torres:

Esto es un desierto, asociémonos...
Luis Alberto Spinetta a Daniel Wirtz

## Antecedentes
Luego de debutar el 18 de noviembre de 1994 en el Velódromo de Buenos Aires, la banda realizó en 1995 una minigira nacional, tocó en Santiago de Chile -con transmisión por televisión y radio- y dio cinco recitales en el teatro Opera de Buenos Aires, que fue considerado el Mejor Show del Año, según las encuestas. "La crítica cayó a sus pies y los fans quedaron extasiados ante una propuesta que les recordaba momentos de Pescado Rabioso e Invisible". Pese a ello Spinetta no logró que las empresas discográficas aceptaran sacar el disco que la banda había grabado en ese segundo semestre de 1995, con el argumento de que no había "mercado" para esa música.
En 1996 Los Socios realizaron dos multitudinarios recitales abiertos en Buenos Aires: el 9 de marzo convocaron a 100 mil personas en Palermo (Figueroa Alcorta y Dorrego) y el 22 de septiembre reunieron 50 mil personas en el Parque Chacabuco, para el cierre de la II Bienal Joven.
Luego de dos años de éxitos de público, las principales empresas discográficas continuaban negándose a editar el álbum, argumentando razones artísticas -se negaban a lanzar un álbum doble y a aceptar el arte de tapa-, y de mercado. En octubre de 1996, Spinetta dio a conocer un comunicado titulado "El disco y el tiempo", en el que criticaba duramente a los sellos discográficos, por su falta de consideración a su trayectoria y al valor artístico de su obra, así como algunos medios gráficos que habían intervenido en el conflicto difundiendo cifras de dinero falsas, a los que definió como "seudópodos del poder de ciertas discográficas". En ese comunicado Spinetta afirmaba, entre otras cosas:

Mi vida creativa y la llama rebelde y artística que siempre me guió no sufrirá merma alguna de no publicarse éste, mi último trabajo. Tarde o temprano algún sello reclamará mi obra y aceptará mis exigencias. Eso me fortalece. Quizá mis discos se hayan vendido de a poco, y sin un boom de ventas, pero han vendido constantemente desde siempre, hasta convertirse en material de catálogo o colección. (...)

Hoy, desestimando todo excepto el poder de venta inmediata de un artista, estos sellos ofrecen propuestas para publicar a Spinetta, aunque gasten enormes sumas en producir música para tarados que no sólo no venden de inmediato sino que jamás venderán. Spinetta vende siempre, siempre vendió así. ¿Dónde están los discos de oro que nunca me entregaron? Señores: no me constituiré en empresa ya que se contradice con mi filosofía de vida; ni siquiera consideraré las intenciones que se esconden en su mediocre propuesta, que es la misma que han tenido para con todos los artistas verdaderos. Con esto quiero aclarar, a mis fans y al público en general, que nada me gustaría más que este álbum lleno de canciones nuevas llegue a sus manos tal cual lo concebí y al precio correcto. (Aclaración: los sellos consideran que un disco doble es demasiado caro para ser vendido masivamente, pero la verdad es que vendiéndolo a un precio muy razonable, aun así se obtendría mucho dinero para todos.) Para ello buscaré opciones alternativas y seguiré con nuevos trabajos sin cesar; si no no se olviden de que soy el artista de las autovedas. Ja.
"El disco y el tiempo", comunicado de Luis Alberto Spinetta

## Edición
El álbum fue grabado entre agosto y noviembre de 1995 en el estudio de Spinetta ya llamado La Diosa Salvaje. Luis tuvo que vender su auto para pagar los costos de producción (técnicos y materiales).

## Lanzamiento y descatalogamiento
Finalmente el disco fue editado por la empresa Sony y lanzado el 30 de abril de 1997. a través de su sello Columbia. Durante la conferencia en la se presentó el álbum a la prensa, la banda interpretó seis temas: "Cheques", "Cuenta en el sol", "Diana", "Jardín de gente", "La luz te fue" y "Nasty People".
El éxito de ventas y el reconocimiento de la crítica fue inmediato. La primera edición se agotó en una semana; Clarín lo consideró "el mejor disco de rock nacional en lo que va de los 90"; La Nación dijo que una vez más Spinetta "nos deja con la boca abierta".; la revista Rolling Stone diría que quince de sus canciones constituyen "uno de los trabajos más importantes del rock argentino de los últimos veinte años"; Claudio Kleinman lo definió como "una cumbre" de la última etapa creativa de Spinetta.
Pese a ello, poco después Sony quitó el disco de su catálogo, razón por la cual resultó poco difundido y permaneció escasamente conocido entre los fans de Spinetta. Casi veinte años después, sus hijos realizaron una reedición del álbum, incluyendo los dibujos e información complementaria que lo acompañaba.

### Estreno en vivo
El recital debut de Spinetta y los Socios del Desierto fue en el Velódromo de Buenos Aires el 18 de noviembre de 1994. Cabe destacar que se trata de una fecha muy importante, ya que fue la primera vez para Spinetta en volver al escenario en vivo, después de un silencio de tres años.

## Detalles del álbum

### Tapa
La tapa del álbum es una foto en blanco y negro del rostro de Spinetta, tomada por Dylan Martí. Spinetta aparece serio, con anteojos negros, sobre un fondo negro. En los anteojos se refleja un paraje desolado y desértico.

### Cuadernillo interno
El álbum contiene un cuadernillo interno con varias fotos tomadas por Dylan Martí e ilustraciones.
Las ilustraciones son:
- "Paseo por el muelle", óleo de Horacio Cófreces, quien luego sería el autor de "Colifósforo y rabanitti" para el álbum San Cristóforo.
- "Cuadro de los mil rostros", acrílico de Fernanda de Broussais
- "Duendes y Hadas", dibujo de Leo Aramburú.

### Dedicatoria
El álbum fue dedicado "a la memoria" de María Laura Rufino, la hija de Machi Rufino fallecida a los 19 años, y a Tony, amigo personal y médico de su madre, a quien le compuso una bella canción incluida en el disco.

### Contenido
El álbum consta de dos discos con un total de 33 temas. Grabado prácticamente en vivo, Spinetta definió el álbum como "un acústico de electricidad violenta, pero acústico al fin". El estilo directo y físico de la banda, remite directamente a Pescado Rabioso, el legendario trío roquero que Spinetta lideró a mediados de los años '70. Pese a ello, el sonido de la banda incorporó también la experiencia musical y artística que Spinetta había acumulado en veinte años, así como las nuevas tendencias expresivas. "Ahora es ahora; no está Invisible, no está Pescado, estoy yo ¿quieren o no?", le decía Spinetta al público en el recital que la banda realizara en Mar del Plata el 11 de noviembre de 1995.
El disco es una expresión de las pasiones y preocupaciones personales y sociales que atravesaban a Spinetta a mediados de la década de 1990, sintetizados en la idea de "desierto". Contiene varios temas en los que expresa su rechazo al consumismo, la frivolidad, la corrupción, o la contaminación ambiental que se acentuaron en aquella década neoliberal, como "Cheques", "Bosnia", "Nasty People", "Espejo en una sombra",  y "La luz te fue". En "Cuenta en el sol" se pregunta cómo cambiar "este mundo de locos y fascistas" y en "Jardín de gente" se entristece con "el collage de la depredación humana".
También tiene varias canciones de amor, influidas por su divorcio y el inicio de la relación sentimental con Carolina Peleritti, como "Diana", "Cuentas de un collar", "Oh! Magnolia", "Mi sueño de hoy", "Jazmín" y "Collar". Contiene también tres temas con letras de otros autores: "Los duendes" y "Holanda", con letra de Roberto Mouro, y "2 de enero", con letra del tenista Modesto "Tito" Vázquez.
En la conferencia de prensa en la que el disco fue presentado, Spinetta contó que el intercambio musical con su hijo Dante y la voluntad de este de diferenciarse musicalmente de su padre, influyeron en la temática y contenido del disco.
A todo lo largo del álbum Spinetta se desempeña como primera guitarra, con gran cantidad de solos y riffs, algo que no sucedía desde la época de Invisible (1973-1977). En la conferencia de prensa de presentación del álbum el músico se refirió a este aspecto diciendo: "Quería volver con una música que, cuantos menos elementos tuviera, mejor, y me obligó a volver a tocar la guitarra después de tocar con unos monstruos terribles".

### Temas

#### Disco 1
El Disco 1 abre con «Cheques», único corte del álbum y el tema más conocido del mismo. Se trata de un rock and roll, marcando una vuelta de Spinetta al género después de muchos años. Se trata de una alusión política, utilizando como metáfora el alto precio que tiene que pagar un hombre deslumbrado con la apariencia de una mujer. Ha sido considerada una de las canciones más importantes de la década, y una expresión de resistencia cultural a las políticas neoliberales que caracterizaron la década de 1990.
El segundo tema es «Paraíso» una balada pop con una letra hermética en la que Spinetta se pregunta, "ya que nada de esto es el paraíso, ¿como entenderás mi amor eterno?". Sigue «Los duendes», un rock spinettiano, con letra de Roberto Mouro sobre los duendes cotidianos que nos rondan. El cuarto track es «Sub rebaño» un breve tema instrumental que contiene una introducción alternativa al tema «Bosnia». Se trata de un fragmento musical de un minuto, que contiene una introducción al tema «El rebaño del pastor», que se encuentra en el Disco 2.

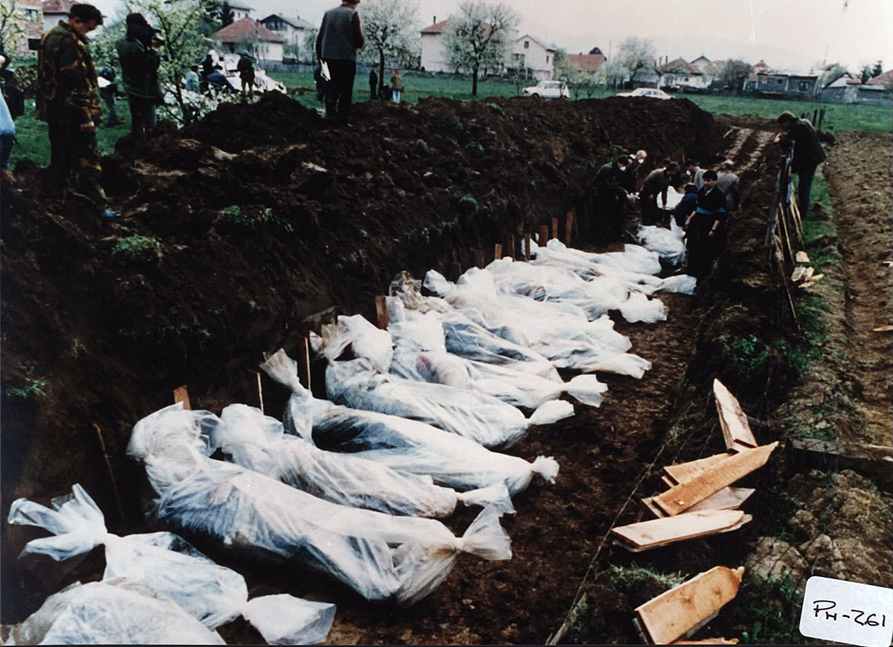
La Guerra de Bosnia (1992-1995) en Europa, conmocionó al mundo por su crueldad contra mujeres, niños y población civil y sus episodios de genocidio.

El quinto track es «Bosnia» una balada power sobre la Guerra de Bosnia. Consta de tres estrofas, cada una de ellas comenzando por un imperativo ("Vamos, abre los ojos", "Vamos, oye los muros", "Vamos, abre tu boca") y cada una de ellas desembocando en el llanto del ángel:

Vamos, oye los muros
niños que gritan por doquier en Bosnia
ellos caen como violines
en la rapsodia típica de Bosnia
donde el ángel cierra sus alas y llora
donde el hombre baja sus brazos... , oh...
"Bosnia" (fragmento)

A continuación viene «Luz sin freno», una de las varias canciones de amor del álbum en la que define a la mujer a quién se refiere como "la luz sin freno". Luego viene «Cuenta en el sol», un rock fuerte con un riff pegadizo, que es una crítica a la generalización de la sociedad de mercado y en donde Spinetta se pregunta cómo terminar con "este mundo de locos y fachistas". En un recital que la banda realizó en Dr. Jekyll en 1996, Spinetta le contó al público de qué trata el tema:

Ustedes saben que en la medida que ignoramos un montón de cosas importantísimas, vamos perdiendo una cuenta en el sol, que es la cuenta de la luz. Pero no la de Edenor, la de la vida. Y la cuenta del sol disminuye, porque es la cuenta de la dicha.
Luis Alberto Spinetta

Siguen tres canciones de amor relacionadas con Carolina Peleritti, con quien Spinetta comenzaba a relacionarse sentimentalmente a la vez que se divorciaba: «Diana», «Oh! Magnolia» y «Luna de abril». A través de ellas Spinetta expresa los temores e interrogantes que le despertaban un intensa relación amorosa, como dice la letra de "Diana": "mañana cuando sea de nuevo abril, ¿acaso yo sería feliz?; no lo sé".
«Se convirtió en la noche» es el track 11 y cuenta una bella historia de un pájaro inusualmente grande volando en la ciudad. Le sigue «Tony», una triste canción a la muerte de un amigo, en la que se destaca la voz desgarrada de Spinetta.
El track 13 es «Así nunca encontrarás el mar», considerada entre las mejores canciones del álbum, donde critica una forma de vida frívola. Le siguen otras dos canciones de amor «Cuentas de un collar» -con participación de Claudio Cardone en teclados- y «Mi sueño de hoy», en los que reitera los temores e interrogantes que le despierta su nuevo amor: "Un sueño de luz como un amanecer ¿cuando pasará al olvido?".
El track 16 es un brevísimo tema instrumental titulado «Zonda», dando paso a «La orilla infinita», otra canción de amor ("¿Cómo será poder amarte?") con la que finaliza el Disco 1.

#### Disco 2
El Disco 2 abre con «Nasty People» (Asquerosa Gente), completamente escrita en inglés, un swing urbano novedoso para el estilo de Spinetta, con una letra de crítica social y a los medios de comunicación, con múltiples significados.
El track 2 es «Holanda» un bello tema beatlero con letra de Roberto Mouro. Le sigue «La espera», en la que Spinetta habla del fin de la espera ("No rechaces el sol aunque duela"). «Espejo en una sombra» es un rock pesado, cantado en el límite del grito, lleno de imágenes y palabras contradictorias ("coima", "ekeko").
El track 5 es «Jardín de gente», uno de los puntos más altos del álbum, un tema social que le reclama al poder no cuidar "este jardín de gente" y finaliza diciendo que se trata de "el collage de la depredación humana". A continuación viene «Las olas», nuevamente sobre las consecuencias del consumismo y la vida frívola que llevan a que la gente se pierda las olas.

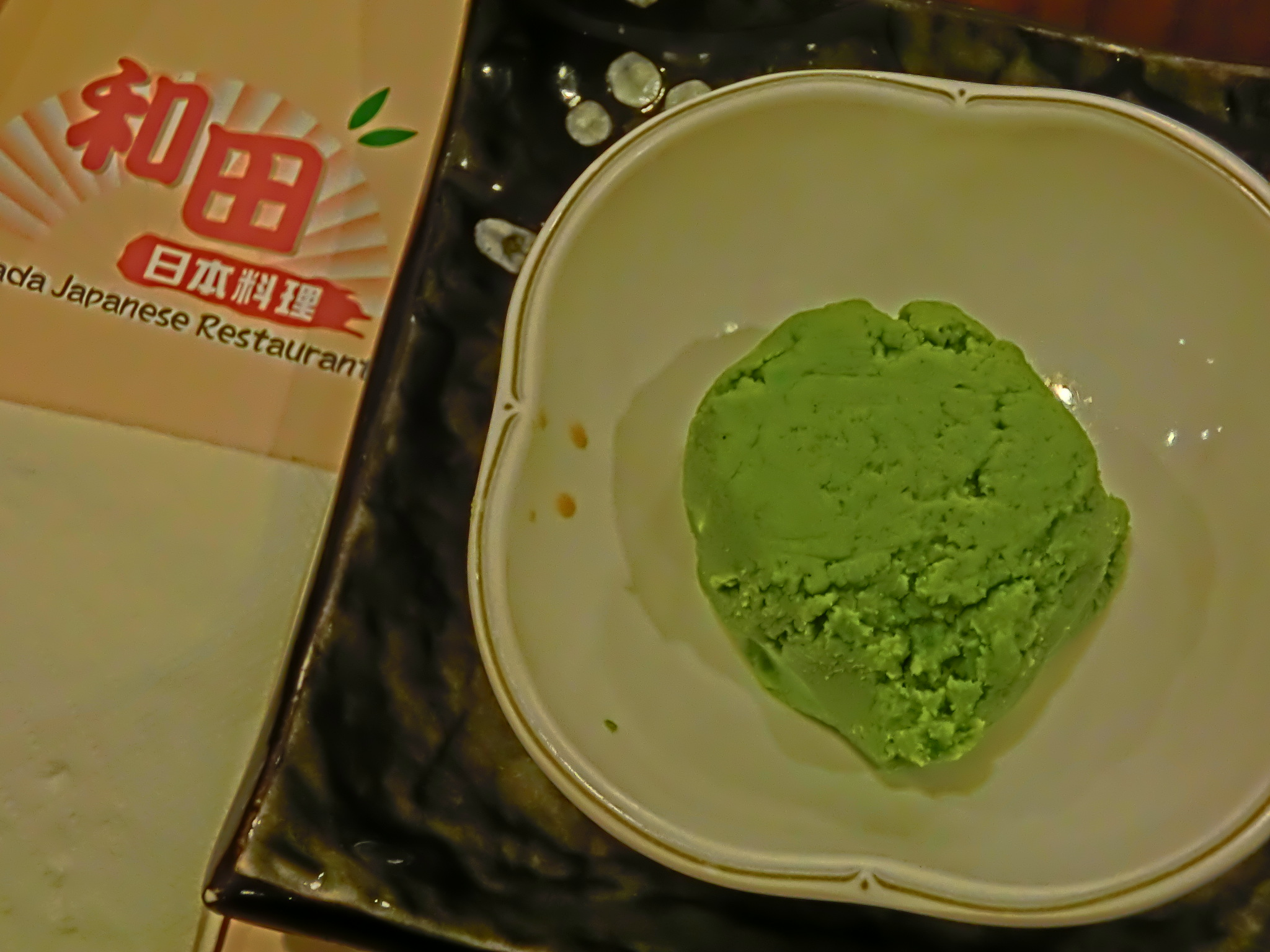
Wasabi: Spinetta era un apasionado de las culturas orientales y de la gastronomía japonesa en particular.

El track 7 es «Jazmín» bella y apasionada canción de amor ("el deseo no me deja partir"), seguida de la zapada (improvisación roquera) instrumental «Wasabi flash», homenaje humorístico de Spinetta a su reciente afición por la gastronomía japonesa, que mantendría por el resto de su vida. «La luz te fue» es un rock pesado, el tema más largo del álbum, en una especie de reinterpretación de Pescado Rabioso desde el sonido de la década de 1990.
«El rebaño del pastor» es una composición de Spinetta de 1973, también de la época de Pescado Rabioso, donde se asimilan los "tiempos inclementes" de la década de 1970, con los de la década de 1990. «Puyen de abril» es una versión instrumental de la canción «Luna de abril» (Disco 1).
Le sigue «2 de enero», una canción con letra del conocido tenista Tito Vázquez, con el que Spinetta compartía una misma mirada espiritual de la vida. Luego viene «Cuenco de sal», brevísimo fragmento de "El rebaño del pastor", precedido de un juego vocal.
El track 14 es «El sol y la afeitadora eléctrica», bello tema de atmósfera jazzera, seguida de «Collar», una canción que repite la música y realiza sutiles pero significativas variaciones respecto de la letra de «Cuentas de un collar» (Disco 1).
El álbum cierra con «Duende», otro breve fragmento instrumental que finaliza con un ruido de interferencia electrónica.

## Lista de temas
Disco 1
1. Cheques (4:05)
2. Paraíso (5:21)
3. Los duendes (4:46)
4. Sub rebaño (1:00)
5. Bosnia (6:18)
6. Luz sin freno (5:42)
7. Cuenta en el sol (4:42)
8. Diana (2:57)
9. Oh! Magnolia (3:16)
10. Luna de abril (3:27)
11. Se convirtió en la noche (5:01)
12. Tony (3:11)
13. Así nunca encontrarás el mar (5:29)
14. Cuentas de un collar (2:23)
15. Mi sueño de hoy (4:16)
16. Zonda (0:29)
17. La orilla infinita (4:27)

Disco 2
1. Nasty People (3:37)
2. Holanda (3:49)
3. La espera (4:43)
4. Espejo en una sombra (5:28)
5. Jardín de gente (2:38)
6. Las olas (4:55)
7. Jazmín (4:33)
8. Wasabi flash (4:01)
9. La luz te fue (7:09)
10. El rebaño del pastor (4:00)
11. Puyen de abril (2:29)
12. 2 de enero (3:36)
13. Cuenco de sal (0:51)
14. El sol y la afeitadora eléctrica (3:55)
15. Collar (2:25)
16. Duende (0:51)

- Autor de todos los temas Luis Alberto Spinetta.
- Excepto "Los duendes" y "Holanda" letra de Roberto Mouro.
- "2 de enero" letra de Modesto Vázquez.

## Músicos
- Marcelo Torres (músico): Bajo.
- Daniel Wirtz: Batería.
- Luis Alberto Spinetta: Guitarras y voces.

## Invitados
- Claudio Cardone: Teclados Kurzweil en "Collar", "Cuenco de sal", "Jardín de gente" y "El rebaño del pastor".